# Lago di Ägeri
Il lago di Ägeri (in tedesco: Ägerisee) è un lago della Svizzera centrale, situato nel Canton Zugo.